# ريتشارد موريس (شاعر)
ريتشارد موريس (بالإنجليزية: Richard Morris)‏ هو مؤلف وشاعر أمريكي، ولد في 1939، وتوفي في 2003.